# یوناس اومباخ

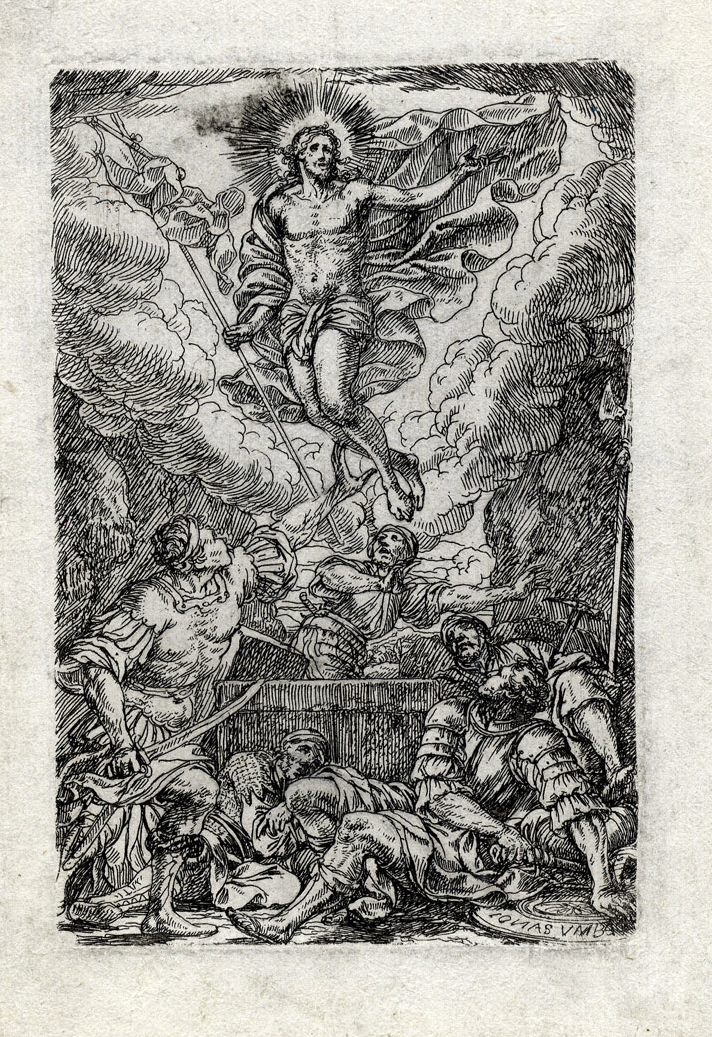
رستاخیز مسیح، حکاکی‌شده بر مِس اثر یوناس اومباخ

یوناس اومباخ (زادهٔ ۱۶۳۲) در آوگسبورگ، نقاش، طراح و حکاک بود.

## توضیحات
او نقاش کابینت به اسقف آوگسبورگ بود، و بسیاری از منظره‌ها را با گاو، همچنین قطعات آشپزخانه، بازی پر شده و چند موضوع تاریخی در فضای سبز تولید کرد. او همچنین ۲۳۰ عدد صحنه و مناظر کتاب مقدس، تاریخی و اساطیری را اختراع کرد. در میان اینها وجود دارد.
- مسیح بر روی کوه زیتون
- قطار کودکان و نوزادان
- دو قورباغه دروغ گفتن در انتظار
- مناظر با خرابه
- باکونال و ورزش‌های نوزادان

## مرگ
او در سال ۱۶۹۳، در آوگسبورگ  درگذشت.